# Youssef Salamé
Pour les articles homonymes, voir Salamé.
Youssef Salamé (né à Faraya en 1954) est un homme politique libanais.
Diplômé en économie de l’Université Saint-Joseph, enseignant universitaire entre 1978 et 1993, il intègre le Conseil du Développement et de la Reconstruction en 1983, comme conseiller économique.
Proche du Patriarche maronite Nasrallah Boutros Sfeir, il occupe le poste de ministre d’État sans portefeuille, au sein du gouvernement de Omar Karamé entre 2004 et 2005.
En janvier 2007, auprès de personnalités telles que Pierre Daccache, Fouad Turk, Abdallah Hanna et Alain Tabourian, il fonde le Moultaqa, un rassemblement politique indépendant, prônant le dialogue et la tolérance.